# Nefrologie

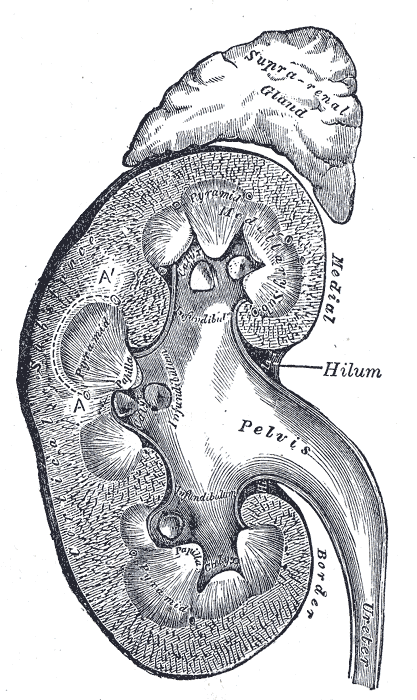
Lidská ledvina

Nefrologie je odvětví medicíny zabývající se diagnózou a léčbou ledvin, transplantací ledvin a dialýzou.
Termín „nefrologie“ byl poprvé užit kolem roku 1960. Předtím byl obor označován jako „ledvinové lékařství“
K lékařům, kteří se oborem zabývali, patří a za zakladatele jsou považováni Richard Bright (1789-1858), Franz Volhard (1872–1950) a Georg Haas (1886–1971). 